# 春川教育大学校
春川教育大学校（チュンチョンきょういくだいがっこう、朝鮮語: 춘천교육대학교、英語: Chuncheon National University of Education）は、大韓民国の江原特別自治道春川市にある国立大学。

## 沿革
- 1939年 - 春川師範学校として開校。
- 1962年 - 春川教育大学に改編 （2年制）。
- 1983年 - 4年制大学に改編。
- 1993年 - 春川教育大学校と改称[1]。
- 1996年 - 教育大学院を設置。

## 学科
- 倫理教育科
- 国語教育科
- 社会科教育科
- 教育学科
- 数学教育科
- 科学教育科
- 実科教育科
- 音楽教育科
- 美術教育科
- 体育教育科
- 英語教育科
- コンピュータ教育科

## 大学院
- 教育大学院

## 附属機関
- 図書館
- 電子計算所
- 学生支援相談所
- 新聞・放送社
- 生活館
- 初等教育研究院
  - 科学教育研究所
  - 初等教育研究所
  - 人文社会教育研究所
  - 環境教育研究センター
  - 統一教育センター
  - 国際理解教育センター
  - 子ども哲学教育研究所
  - 障害者生活体育センター
  - 韓国音楽教育研究所
  - 科学英才教育センター
- 教育研修院
- 平生教育院
- 附属初等学校

## 日本の協定校
- 目白大学
- 鳥取大学地域学部・地域学研究科